# Светлочувствителност
Светлочувствителността на фотографските материали отразява тяхната способност да формират изображение под въздействието на светлината. Светлочувствителност се нарича и числовата величина, количествено характеризираща тази способност. Тя се използва за определяне на правилна експозиция.
Важно условие за определяне на светочувствителността е и стандартизацията на условията на експониране и обработка на фотоматериала.
Светлочувствителността се използва и в цифровата фотография, при което скалите на числовите стойности са общи за цифровата и филмовата фотография. Различията са само в избрания критерий.
Светлочувствителността се измерва в относителни единици по няколко стандарта: DIN, ISO, ГОСТ и др.

## Светлочувствителност по стандарт ISO за цифрови апарати
ISO числото представлява цифровото изражение на чувствителността на фотоапарата към светлината. По-голямото ISO число означава по-висока чувствителност към светлината. Затова по-големите ISO числа са подходящи за заснемане на движещи се обекти или в условия на ниска осветеност. В този случай обаче изображението ще бъде по-зърнесто, със смущения и т.н. От друга страна, ниското ISO число не е подходящо за заснемане на движещи се обекти или при ниска осветеност, но изображението ще изглежда по-чисто. ISO числото на фотоапарата може да бъде настроено в диапазона от ISO 100 до 1600 през 1 стъпка.
ISO светлочувствителността се настройва автоматично в диапазона ISO 100-400.
1. Високата ISO светлочувствителност и високата околна температура правят снимката по-зърнеста.
2. Високата температура, високата ISO светлочувствителност и продължителната експонация могат да причинят изкривяване на цветовете в снимката.

|  | Тази страница частично или изцяло представлява превод на страницата „Светочувствительность фотоматериала“ в Уикипедия на руски. Оригиналният текст, както и този превод, са защитени от Лиценза „Криейтив Комънс – Признание – Споделяне на споделеното“, а за съдържание, създадено преди юни 2009 година – от Лиценза за свободна документация на ГНУ. Прегледайте историята на редакциите на оригиналната страница, както и на преводната страница, за да видите списъка на съавторите. ВАЖНО: Този шаблон се отнася единствено до авторските права върху съдържанието на статията. Добавянето му не отменя изискването да се посочват конкретни източници на твърденията, които да бъдат благонадеждни. |